# Censo en Belén
Censo en Belén o  El empadronamiento en Belén (en neerlandés, De Volkstelling te Bethlehem) es una obra del pintor flamenco Pieter Brueghel el Viejo. Es un óleo sobre tabla, pintado en el año 1566. Mide 115,3 cm de alto y 164,5 cm de ancho. Se exhibe actualmente en los Museos reales de Bellas Artes de Bélgica de Bruselas, Bélgica. 
El tema del empadronamiento en Belén, derivado del censo decretado por el emperador Augusto, y descrito en el Evangelio según san Lucas, no es muy frecuente en el arte. En este caso le sirve al artista para pintar un paisaje nevado propio del Brabante, en el que las figuras de los protagonistas (la Sagrada Familia, con el asno sobre el que va montada la Virgen y el buey) son de pequeño tamaño y aparecen perdidos en el entorno nevado.